# Хульдра
Хульдра (норв. Huldra від давн.-норв. Hylja «приховувати») — казкова істота зі скандинавського фольклору.

## Опис і легенди

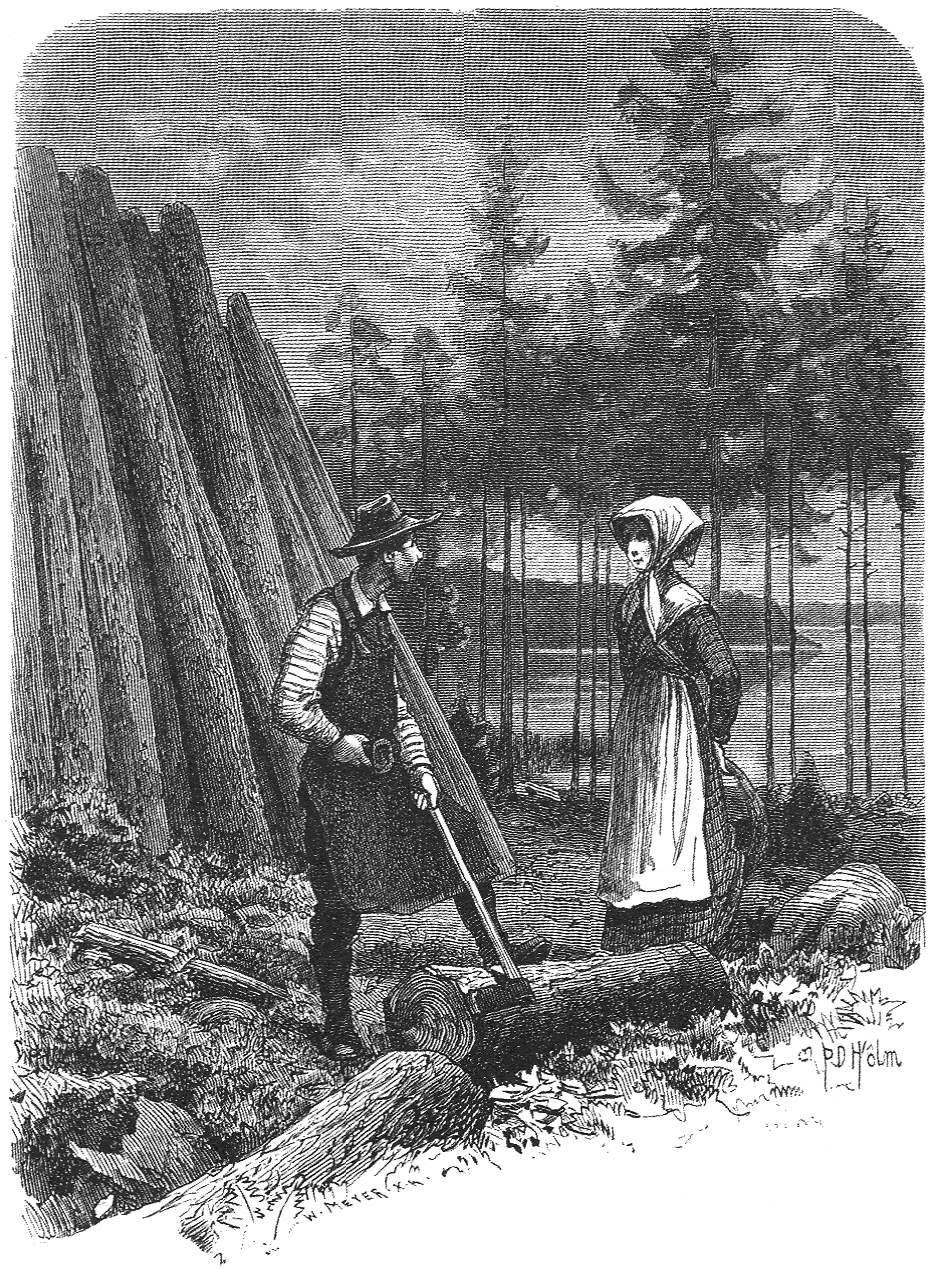
Хульдра на ілюстрації Svenska folksägner (1882)

Хульдра виглядає як молода приваблива дівчина зі світлим довгим волоссям. Вона може бути настільки красивою і чарівною, що людина закохується в неї з першого погляду. Єдине, чим відрізняється хульдра від дівчини — довгим хвостом, схожим на коров'ячий, який вона ретельно приховує. Зустріти хульдру можна в горах або в гущавині лісу — зазвичай тоді, коли вона пасе своїх корів (у порівнянні з домашніми вони мають набагато більші розміри) .
Відомо безліч історій про молодих неодружених чоловіків, які закохалися в хульдр. Іноді люди залишаються жити з хульдрою і її сім'єю в горах. Хульдри живуть заможно — у них багато коней, корів та овець, багато їжі й багато одягу; проте, якщо чоловік почав жити з хульдрою, повернутися назад йому вже практично неможливо і він повинен залишатися там до кінця своїх днів. Хульдра добра лише до тієї людини, яка до неї добра і їй не суперечить, у цьому разі вони можуть жити разом довго і щасливо, про такі випадки складені історії. Якщо ж чоловік припинив кохати свою дружину-хульдру, і намагається повернутися назад до людей, вона може постати перед ним в образі потворної жінки і сильно нашкодити йому .

Існує повір'я, що якщо хульдра обвінчається в церкві, вона втратить свій хвіст і стане звичайною жінкою .

## Образи хульдри в культурі

Зображення хульдри на гербі норвезької громади Лардал (фюльке Вестфолл)

У рекламних туристичних буклетах розповідається, що хульдр можна зустріти й нині в деяких місцях Норвегії — зокрема біля водоспаду Кьосфоссен поруч з Фломською залізницею. Для розваги туристів на станції «Кьосфоссен» спеціально організовано музичне театралізоване дійство «Хульдра», в якому роль казкових істот виконують артисти з альпіністською підготовкою.

### Художня література
- У романі Майкла Свонвіка «Дочка залізного дракона» серед другорядних дійових осіб є хульдра Холстіна.

- У збірнику творів Ніла Геймана «Щось крихке» за мотивами «Американських богів». Під час мандрівки Тіні Шотландією є персонаж Дженні, що є хульдрою.

### Образотворче мистецтво
Британський художник Джордж Фредерік Воттс зобразив драматичну актрису й натурницю Дороті Дін на своїй картині «Хульдра» (англ. «Uldra» полотно, олія, 66 x 53 см). Вона відображена в образі надприродної істоти, яку можна розглядіти крізь туман і бризки біля водоспаду.

### Кінематограф
- В основі сюжету норвезького трилера «Хвіст» (2012) режисера Александра Нордоса[no] лежать проблеми взаємини між хульдрами і людьми, а дія відбувається в наш час. У ролі хульдри у фільмі знялася відома норвезька актриса Сільє Рейномо[no][3] .
- У норвезькій казці «Еспен в королівстві тролів» (2017) однією з героїнь є хульдра у виконанні Іди Урсін-Голм.